# Clematis ladakhiana
Clematis ladakhiana är en ranunkelväxtart som beskrevs av C. Grey-wilson. Clematis ladakhiana ingår i släktet klematisar, och familjen ranunkelväxter. Inga underarter finns listade i Catalogue of Life.